# Cuphea callosa
Cuphea callosa är en fackelblomsväxtart som beskrevs av Bacigal.. Cuphea callosa ingår i släktet blossblommor, och familjen fackelblomsväxter. Inga underarter finns listade i Catalogue of Life.